# Veronica Maggio
Veatronica Sandra Karin Maggio (Uppsala, 15 de março de 1981) é uma cantora sueca de origem italiana Ela ganhou em 2007 o prêmio Grammisgalan, na categoria "Årets nykomling" (Artista do Ano).
Em março de 2006, Maggio lançou seu single de estreia "Dumpa mig" (Me abandone); o video logo se tornou um hit nas estações de TV, como a ZTV. Seu outro single depois de "Dumpa mig" foi a música "Nöjd" (Satisfeito?). Ela assinou contrato com a Universal Music e saiu em turnê no verão de 2006.
O álbum de estreia de Maggio, se chama Vatten & bröd (Água e Pão). As letras e a melodia, foram compostas por Stefan Gräslund, exceto o rap no verso de "Vi har, vi har" (Nós temos, nós temos), que foi escrito por LKM Kristoffer Malmsten. Em 26 de março de 2008, Maggio lançou outro álbum, chamado "Och vinnaren är..." (E o Vencedor é...), que ela escreveu e gravou junto com Oskar "Kihlen" Linnros.
Em 2009 ela obteve sucesso na Noruega e Dinamarca com seu single, Måndagsbarn (Nascido em uma segunda-feira) alcançando a primeira posição na parada de sucessos na Noruega.

## Discografia

### Álbuns
- Vatten & bröd (Água e Pão) (2006)
- Och vinnaren är... (E o Vencedor é...) (2008)
- Satan i gatan (2011)

### Singles
- Dumpa mig (Me abandone) (2006)
- Nöjd? (Feliz?) (2006)
- Havanna mamma (Havanna Mama) (2006)
- Inga problem (Sem Problema) (com a participação de. Snook & Petter) (2007)
- Måndagsbarn (Nascido em uma segunda-feira) (2008)
- Stopp (Pare) (2008)
- 17 år (17 Anos) (2009)
- Jag Kommer (2011)

### Paradas musicais

#### Singles
| Ano  | Single          | Posições nas paradas | Posições nas paradas | Posições nas paradas | Posições nas paradas | Álbum              |
| Ano  | Single          | SWE                  | NOR                  | DEN                  | FIN                  | Álbum              |
| ---- | --------------- | -------------------- | -------------------- | -------------------- | -------------------- | ------------------ |
| 2006 | "Dumpa mig"     | 14                   | —                    | —                    | —                    | Vatten & bröd      |
| 2006 | "Nöjd?"         | 6                    | —                    | —                    | —                    | Vatten & bröd      |
| 2006 | "Havanna mamma" | —                    | —                    | —                    | —                    | Vatten & bröd      |
| 2008 | "Måndagsbarn"   | 23                   | 1                    | 8                    | —                    | Och vinnaren är... |
| 2008 | "Stopp"         | 30                   | —                    | —                    | —                    | Och vinnaren är... |
| 2009 | "17 år"         | 19                   | —                    | —                    | —                    | Och vinnaren är... |
| 2011 | "Jag Kommer"    | 4                    | 20                   | —                    | —                    |                    |

#### Álbuns
| Ano  | Álbum                | Posições nas paradas | Posições nas paradas | Posições nas paradas | Posições nas paradas |
| Ano  | Álbum                | SWE                  | NOR                  | DEN                  | FIN                  |
| ---- | -------------------- | -------------------- | -------------------- | -------------------- | -------------------- |
| 2006 | "Vatten & bröd"      | 14                   | —                    | —                    | —                    |
| 2008 | "Och vinnaren är..." | 7                    | 7                    | —                    | —                    |
| 2011 | "Satan i gatan"      | —                    | —                    | —                    | —                    |